# Oppo A5
Oppo A5 (також відомий як Oppo AX5) — смартфон, розроблений компанією OPPO, що входить у серію А. Був представлений 7 липня 2018 року. Також 28 серпня того ж року смартфон був представлений під брендом realme як realme 2.

## Дизайн
Екран виконаний зі скла. Корпус виконаний з глянцевого пластику з кристалоподібним візерунком. У realme 2 ці візерунки трішки відрізняються від тих, що на Oppo A5.
Знизу знаходяться роз'єм microUSB, динамік, 2 мікрофони та 3.5 мм аудіороз'єм. З лівого боку розміщені кнопки регулювання гучності та слот під 2 SIM-картки і карту пам'яті формату microSD до 256 ГБ. З правого боку розміщена кнопка блокування смартфону.
Сканер відбитків пальців, що присутній тільки в індійської версії Oppo A5 та в realme 2, розташований на задній панелі.
Oppo A5 продавався в 3 кольорах: Diamond Blue (синьому), Diamond Red (червоному) та Diamond Pink (рожевому).
realme 2 продавався в 3 кольорах: Diamond Black (чорному), Diamond Blue (синьому) та Diamond Red (червоному).

## Технічні характеристики

### Платформа
Смартфон отримав процесор Qualcomm Snapdragon 450 та графічний процесор Adreno 506.

### Батарея
Батарея отримала об'єм 4230 мА·год.

### Камери
Смартфон отримав основну подвійну камеру 13 Мп, f/2.2 + 2 Мп, f/2.4 (сенсор глибини) з автофокусом та здатністю запису відео в роздільній здатності 1080p@30fps. Фронтальна камера отримала роздільність 8 Мп, світлосилу f/2.2 та можливість запису відео у роздільній здатності 1080p@30fps.

### Екран
Екран IPS LCD, 6.2", HD+ (1520 × 720) зі щільністю пікселів 271 ppi, співвідношенням сторін 19:9 та вирізом під фронтальну камеру, розмовний динамік та сенсор освітлення/наближення.

### Пам'ять
Смартфон продавався в комплектаціях 3/32 та 4/64 ГБ.

### Програмне забезпечення
Смартфон був випущений на ColorOS 5.1 на базі Android 8.1 Oreo. Був оновлений до ColorOS 6 на базі Android 9 Pie.